# Marco Mancassola
Marco Mancassola (né en 1973 à Vicence) est un écrivain italien.

## Biographie
Marco Mancassola a publié des romans tels Il mondo senza di me (2001), Qualcuno ha mentito (2004), Last Love Parade- Storia della cultura dance, della musica elettronica e dei miei anni (2005) et La vie sexuelle des super-héros (it) (2008, paru en 2011 en français chez Gallimard).
En 2007, il écrit le scénario du film All'amore assente (it) d'Andrea Adriatico (it).
En 2010, il publie la trilogie Les Limbes.